# Ipolit Vorobchievici
Ipolit Vorobchievici (n. 24 mai 1849, satul Drăgoiești — d. 5 august 1939, Cernăuți) a fost un cărturar și cleric ortodox român, care a avut rangul de episcop-vicar al Mitropoliei Bucovinei, cu titlul de „Rădăuțeanul” (1919–1939).

## Biografie
Ipolit Vorobchievici s-a născut la data de 24 mai 1849, în satul Drăgoiești din apropiere de orașul Gura Humorului. După absolvirea Gimnaziului superior greco-ortodox din orașul Suceava (1869), a urmat studii superioare la Institutul Teologic din Cernăuți (1869-1874) și apoi la Facultatea de Filozofie a Universității din Viena (1874-1878).  
Revenit în Bucovina, a lucrat drept catihet și cooperator la Rădăuți, apoi paroh la Dorna Candrenilor (1894). A intrat în cinul monahal, este numit exarh al mănăstirilor din Mitropolia Bucovinei și Dalmației (1904), apoi este hirotesit protosinghel și numit egumen al Mănăstirii Dragomirna. Este promovat la rangul de arhimandrit stavrofor (1910) și arhimandrit consistorial-mitrofor și administrator al Arhidiecezei (1918). A primit titlurile academice de Doctor în teologie și Doctor Honoris Causa al Universității din Cernăuți (1912).
La data de 1/14 septembrie 1919, arhimandritul mitrofor Ipolit Vorobchievici a fost hirotonit ca episcop-vicar al Mitropoliei Bucovinei, cu titlul de „Rădăuțeanul”. A condus Mitropolia Bucovinei pe perioada indisponibilității mitropoliților Vladimir de Repta și Nectarie Cotlarciuc, precum și după moartea acestora, până la alegerea noului mitropolit. PS Ipolit a fost decorat cu Marea Cruce a Ordinului "Coroana României", Crucea de Mare Ofițer al Ordinelor "Steaua României" și "Sf. Sava", Medalia „Răsplata Muncii pentru biserică”. Sub păstorirea sa au fost conservate valorile artistice ale Mănăstirii Dragomirna și ale Arhidiecezei Bucovinei. A publicat monografia Mănăstirii Dragomirna. 
Ipolit Vorobchievici a trecut la cele veșnice la data de 5 august 1939, în orașul Cernăuți.

## Opera
- Sfânta Mănăstire Dragomirna – monografie. - Cernăuți 1908.
  - Istoria Sfintei Mânăstiri Dragomirna. - Cernăuți, 1925
- Normele monastice pentru Dieceza Bucovinei (1911);
- Normele canonice sau canoanele Bisericii Ortodoxe pentru monahism (1912) ș.a.